# Оперы Тиграну II Великому
Оперы Тиграну II Великому — оперы, посвященные армянскому царю Великой Армении Тиграну II Великому. Больше всего опер в мировой истории посвящены царю Тиграну Великому, их число составляет как минимум 23. Оперы сочинялись различными европейскими композиторами, весомую долю которых составляли итальянцы. Оперу Тиграну II написал и итальянский композитор Антонио Вивальди (La Virtù trionfante dell’amore e dell’odio overo Il Tigrane) в 1724 г.

## Список опер
1. А. Скарлатти — «Тигран Великий», (итал.)[3]
2. Н. Пуччини — «Тигран Великий», (итал.)
3. Т. Албинонио — «Тигран Великий — царь Армении», (итал.)
4. М. Бонончини — «Тигран Великий — царь Армении», (итал.)
5. Н. Риджини — «Тигран Великий», (итал.)
6. П. Ламбуниани — «Тигран Великий», (итал.)
7. Ф. Гаспарини, Ф.Конти, З.Морлонди — «Тигран Великий», (нем.)
8. И.Хассе — «Тигран Великий», (итал.)
9. Дж. Арена — «Тигран», (итал.)
10. Л. Сантос — «Тигран», (итал.)
11. Дж. Паганели — «Тигран Великий», (нем.)
12. К. Глюк — «Тигран», (итал.)
13. П.Гулиелми — «Тигран Великий», (итал.)
14. Дж. Голла — «Тигран», (итал.)
15. А.Тоцци — «Тигран», (итал.)
16. И.Селониат — «Тигран», (итал.)
17. Д.Скарлатти — «Тигран Великий или Помпеи в Армении», (итал.)
18. Дж. Саотии — «Тигран», (итал.)
19. П.Бернардони — «Тигран», (итал.)
20. Г.Хендель — «Тигран Великий», (нем.)
21. А.Артамонов — «Тигран Великий» (рус.)
22. Хотс — «Тигран Великий», (нем.)
23. А.Вивальди — «Тигран» (итал.)[4]

По мнению директора государственной филармонии Армении Гагика Манасяна, число опер, посвященных Тиграну II Великому в мире, составляет около 40.